# Čavoj
Čavoj (Hongaars: Csavajó, Duits: Sauershau) is een Slowaakse gemeente in de regio Trenčín, en maakt deel uit van het district Prievidza.
Čavoj telt 523 inwoners.